# Правительство Нагорно-Карабахской Республики
Правительство Наго́рно-Караба́хской Респу́блики — орган, осуществлявший исполнительную власть в непризнанной Нагорно-Карабахской Республике.

## Премьер-министры/государственные министры
До 2017 года должность главы правительства называлась премьер-министром, с 2017 года — государственным министром.
- Олег Есаян (январь — август 1992)
- Роберт Кочарян (август 1992 — декабрь 1994)
- Леонард Петросян (1994—1998)
- Жирайр Погосян (1998—1999)
- Анушаван Даниелян (1999—2007)
- Араик Арутюнян (2007—2018)
- Григорий Мартиросян (2018—2021)
- Артак Бегларян (2021—2022)
- Рубен Варданян (2022—2023)
- Гурген Нерсисян (2023)
- Самвел Шахраманян (2023)
- Артур Арутюнян (с 19 сентября 2023)

## Вице-премьеры
- Спартак Тевосян (1995—1998, 2009—2012)[1]
- Артур Агабекян (09.2012—03.2017)[2][3]

## Министры обороны
- Самвел Бабаян (1995—1999)
- Сейран Оганян (1999—2007)
- Мовсес Акопян (2007—2015)
- Лева Мнацаканян (2015—2018)
- Карен Абрамян (2018—2020)
- Джалал Арутюнян (2020)
- Микаэл Арзуманян (2020—2021)
- Камо Варданян (2021—2023)

## Министры иностранных дел
- Аркадий Гукасян (1995—1997)
- Наира Мелкумян (1997—2002)
- Ашот Гулян (2002—2004)
- Арман Меликян (2004—2005)
- Георгий Петросян (2005—2011)
- Карен Мирзоян (2012—2017)[4]
- Масис Маилян (2017—2021)
- Давид Бабаян (2021—)

## Министры градостроительства
- Вагаршак Паланджанян (1999—2002)
- Юрий Казарян (2002—2004)
- Борис Алавердян (2004—2006)
- Марат Акопджанян (2006—?)
- Карен Шахраманян (2010—2020)
- Арам Саркисян[арм.] (26 мая 2020—?)
- Азат Амбарцумян (24 мая 2023—2023)

## Министры юстиции
- Роберт Айрапетян (2004—2007)
- Артур Мосиян (09.2007 — 12.2007)
- Нарине Нариманян[5] (2007—2012)
- Арарат Даниелян (22 сентября 2012 — ?)
- Сиран Аветисян (4 июня 2020 — 12 ноября 2020)
- Жирайр Мирзоян (2021-?)

## Министры здравоохранения
- Вячеслав Агабалян (1992—1995, 1997)
- Зоя Лазарян (1996—1997, 1999—2007, 2012—2014)
- Армен Хачатрян (2007—2010)
- Сергей Мовсисян (2010—?)
- Арутюн Кушкян (2014—2016)
- Карина Атаян (2016—2018)
- Араик Багирян (2018—2020)
- Арарат Оганджанян (2020)
- Микаел Айриян (2020—2022)
- Самвел Аветисян (2022—2023)
- Вардан Тадевосян (2023)

## Министры финансов и экономики/финансов/экономики
- Спартак Тевосян (1992—1998, 2002—2007, 2012—2015 — министр финансов и экономики, 1999—2002, 2007—2012, 2015—2017 — министр финансов)[1]
- Андраник Хачатрян (2015—2017 — министр экономики)[6]
- Григорий Мартиросян (2017—2018)
- Артур Арутюнян (2018—2020)
- Ваграм Багдасарян (2020—2021, 2021—2022, 2022—2003)

## Министры сельского хозяйства
Министры сельского хозяйства:
- Ваграм Багдасарян (2004—2007)
- Андраник Хачатрян (2011—2015)[6]
- Арам Мхоян (2015—2017)[8]
- Жирайр Мирзоян (2017—2020)
- Норайр Мусаелян (?-?)

## Министры культуры, спорта и по вопросам молодёжи
- Армен Саркисян (1997—1999)

## Министры культуры и по делам молодёжи/культуры, по вопросам молодёжи и туризма
- Нарине Агабалян (2009—2017 — министр культуры и по делам молодёжи)[9]
- Сергей Шахвердян (2017—2018)

## Министры образования и науки/образования, науки и спорта/образования, науки, культуры и спорта
- Гамлет Григорян (1999—2004)
- Камо Атаян (14 июля 2005-?)
- Славик Асрян (2012—2015 — министр образования и науки, 2015—2017 — министр образования, науки и спорта)[10]
- Нарине Агабалян (2017—2020)
- Лусине Караханян (2020—2022)
- Анаит Акопян (2022-?)

## Министры экологии и природных ресурсов
- Вазген Микаелян (2017—2018)

## Министры социальных и жилищных вопросов/социального развития и миграции
- Мане Тандилян (2020—2021)
- Армине Петросян (2021-2022)

## Министры территориального управления и инфраструктуры
- Жирайр Мирзоян (2020)
- Айк Ханумян (?-?)

## Министры внутренних дел
- Карен Саргсян (26 января 2021—2023)

## Министры патриотического воспитания, молодёжи и спорта
- Самвел Шахраманян (2020-?)

## Аппарат правительства НКР
- Левон Григорян (2012—2017 — руководитель/министр-руководитель аппарата правительства)[11]

## Директора службы национальной безопасности
- Ашот Акобджанян (?-?)

## Директора государственной службы по ЧС
- Мехак Арзуманян (?-?)

## Начальники полиции
- Артем Арутюнян (?-?)